# 10587 Стріндберг
10587 Стріндберг (10587 Strindberg) — астероїд головного поясу, відкритий 14 липня 1996 року.
Тіссеранів параметр щодо Юпітера — 3,344.
Названо на честь шведського письменника Августа Стріндберга (швед. Johan August Strindberg, (1848-1912).